# シャルル・シャノワーヌ

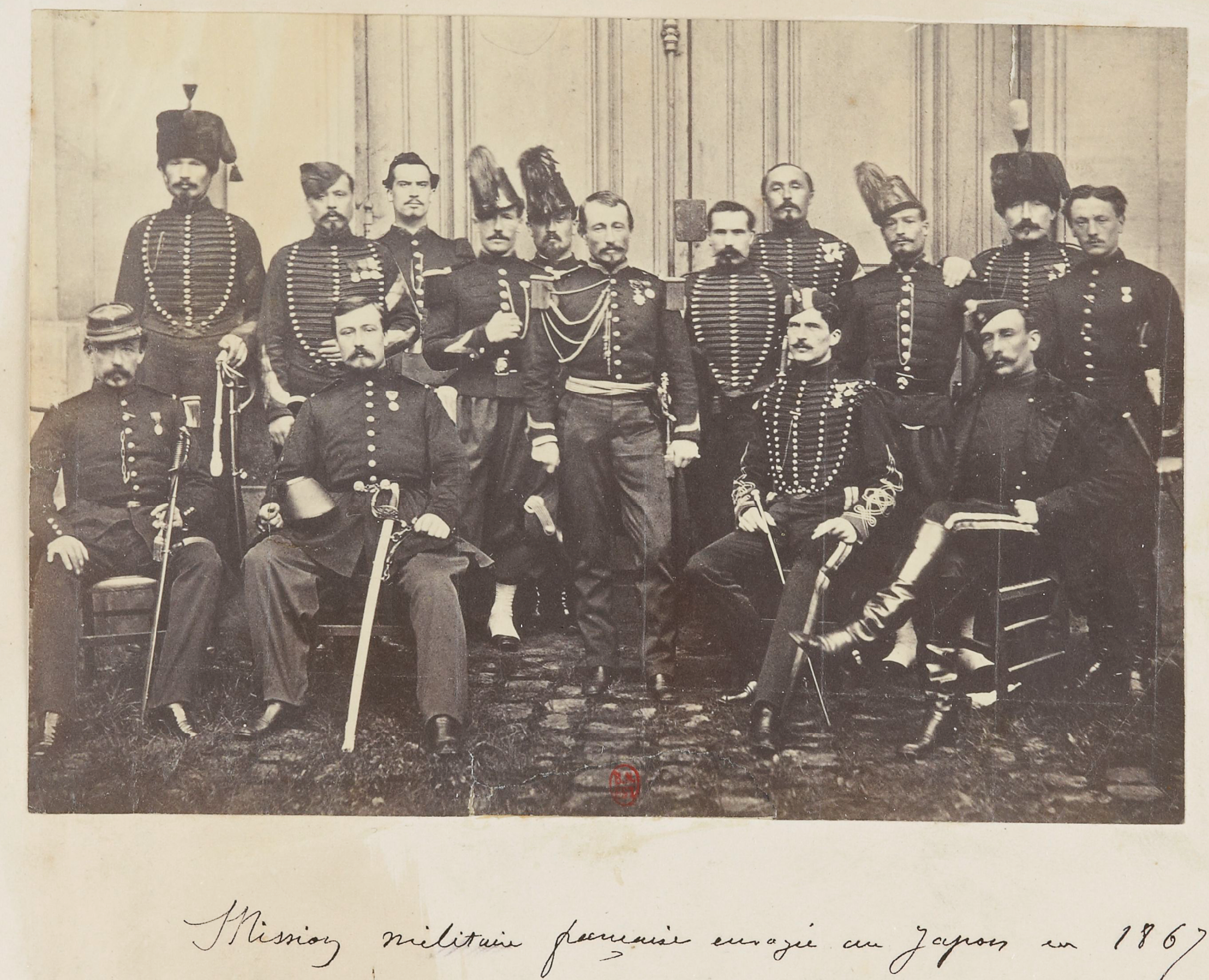
江戸幕府フランス軍事顧問団。中央がシャノワーヌ。1866年

シャルル・シュルピス・ジュール・シャノワーヌ（仏: Charles Sulpice Jules Chanoine、1835年12月18日 - 1915年1月9日）は、フランスの軍人。最終階級は師団将軍。陸軍大臣（在任：1898年）。シャノアーヌの表記も。フランス軍事顧問団 (1867-1868)の一員。

## 経歴
慶応3年（1867年）に陸軍教官団を率いて来日、江戸幕府の軍事顧問団として歩兵、砲兵、騎兵のいわゆる三兵教練指導にあたった。
第一次フランス軍事顧問団はオーギュスタン・デシャルム、ジュール・ブリュネ砲兵中尉、アルベール・シャルル・デュ・ブスケ中尉、エドゥアルド・メッスロー歩兵中尉、ジュールダン工兵大尉、アルテュール・フォルタン、アンドレ・カズヌーヴ、フランソワ・ブッフィエ、ジャン・マルランを含む士官6名、下士官13名の総勢19名。1868年の戊辰戦争において、フランス本国の中立方針に反して箱館まで旧幕府軍とともに転戦したブリュネ大尉の脱走には暗黙の了解をしていたとされる。榎本武揚はシャノワーヌ以外のフランス人士官とは面識がなく、シャノワーヌは帰国前に榎本の元を私的に訪れている。
同年11月に日本からフランスに帰国。帰国したブリュネとは結婚の証人になるなど、以降も親交を保った。日清戦争における利益を図った功として、1895年（明治28年）に明治政府から勲二等旭日重光章を授与されていた。以後、当時のフランス軍で最高位であった師団将軍まで昇進した。
1898年9月17日にはフランス第三共和政のアンリ・ブリッソン内閣の3人目の陸軍大臣に就任した。この時ブリュネ師団将軍を陸軍大臣官房長に登用した。当時、軍と右派は問題となっていたドレフュス事件でのアルフレド・ドレフュスの再審に反対していた。組閣時の陸軍大臣ゴッドフリー・カヴェニャックと前任者エミール・ズリンデンはいずれもブリッソン首相のすすめるドレフュス再審に反対して辞任しており、シャノワーヌも再審に反対して10月25日に辞任の意向を示した。これによりブリッソン内閣は10月26日に崩壊した。
息子のジュリアン・シャノワーヌ大尉はポール・ヴーレ大尉とともにチャド征服のためにアフリカに渡っていたが、彼らの遠征隊は複数の村落で虐殺を行うなど不審な行動が目立った。1899年に別の部隊を率いていたジャン＝フランソワ・クロブ中佐をヴーレ大尉が射殺し、クロブ中佐の部隊によってジュリアンとヴーレが殺害されるという事件が起きている（ヴーレ＝シャノワーヌ事件）。シャノワーヌは息子の死の真相を追求するべく、体面を守ろうとする軍と対立したが、1900年に退役した。
息子のジャック・シャノワーヌも軍人であり、旅団将軍となった。